# Flandern-Rundfahrt 2023
Die Flandern-Rundfahrt 2023 war die 107. Austragung des belgischen Eintagesrennens. Das Rennen fand am 2. April statt und ist Teil der UCI WorldTour 2023. Die Flandern-Rundfahrt gehört wie Mailand–Sanremo, Paris–Roubaix, Lüttich–Bastogne–Lüttich und Il Lombardia zu den Monumenten des Radsports. Zeitgleich fand die Flandern-Rundfahrt für Frauen statt.
Das Rennen gewann der Slowene Tadej Pogačar (UAE Team Emirates), nachdem er sich rund 18 Kilometer vor dem Ziel im Anstieg des Oude Kwaremont abgesetzt hatte und als Solist im Ziel ankam. Mit einem Rückstand von 16 Sekunden belegte der Vorjahressieger Mathieu van der Poel (Alpecin-Deceuninck) den zweiten Platz, während sich Mads Pedersen (Trek-Segafredo) im Sprint aus einer kleinen Gruppe den dritten Rang sicherte.

## Teilnehmende Mannschaften und Fahrer
Neben den 18 UCI WorldTeams starteten auch 7 UCI ProTeams bei dem Rennen, wobei für jede Mannschaft sieben Fahrer startberechtigt waren.
Mit Mathieu van der Poel (Alpecin-Deceuninck), Kasper Asgreen (Soudal Quick-Step), Peter Sagan (TotalEnergies) und Alexander Kristoff (Uno-X) starteten vier ehemalige Sieger der Flandern-Rundfahrt bei der 107. Austragung.
Als Favoriten galten in erster Linie der Titelverteidiger Mathieu van der Poel, Wout van Aert (Jumbo-Visma) und Tadej Pogačar (UAE Team Emirates). Mathieu van der Poel gewann zwei Wochen zuvor Mailand–Sanremo, musste sich jedoch bei beim E3 Saxo Bank Classic Wout van Aert geschlagen geben. Tadej Pogačar zeigte beim E3 Saxo Bank Classic in den Anstiege auf und belegte im Sprint zeitgleich hinter Wout van Aert und Mathieu van der Poel den dritten Platz.
Zum erweiterten Favoritenkreis zählten in erster Linie Christophe Laporte (Jumbo-Visma), der in den vorangegangenen Wochen bei Gent–Wevelgem und Dwars door Vlaanderen triumphierte und
Thomas Pidcock (Ineos Grenadiers), der die Strade Bianche Anfang März für sich entscheiden konnte. Mit Ben Turner und Jhonatan Narváez entsandte Ineos Grenadiers weitere Klassiker-Spezialisten. Mit konstanken Leistungen bei den vorangegangenen Rennen zählte auch Matej Mohorič (Bahrain Victorious) zu den Siegesanwärtern, während die Soudal Quick-Step Mannschaft mit Julian Alaphilippe, Kasper Asgreen und Yves Lampaert bislang hinter den Erwartungen zurückgeblieben war. Als weitere Siegesanwärter galten: Søren Kragh Andersen (Alpecin-Deceuninck), Stefan Küng, Valentin Madouas (beide Groupama-FDJ), Tiesj Benoot (Jumbo-Visma), Tim Wellens, Matteo Trentin (beide UAE Team Emirates), Mads Pedersen, Jasper Stuyven (beide Trek-Segafredo), Biniam Girmay (Intermarché-Circus-Wanty), Iván García Cortina, Matteo Jorgenson (beide Movistar), Neilson Powless (EF Education-EasyPost), Michael Matthews (Jayco AlUla), Nils Politt (Bora-hansgrohe), Anthony Turgis (TotalEnergies), Alexander Kristoff, Rasmus Tiller (beide Uno-X) und Benoît Cosnefroy (AG2R Citroën).
Weiters gingen auch die erfahrenen Klassiker-Spezialisten Peter Sagan (TotalEnergies), Greg Van Avermaet, Oliver Naesen (AG2R Citroën) und Sep Vanmarcke (Israel-Premier Tech) an den Start. Aufgrund ihrer vorangegangenen Ergebnisse zählten sie jedoch eher zu den Außenseitern, wobei letzterer mit dem dritten Platz bei Gent–Wevelgem aufgezeigt hatte. Nicht am Start standen der Omloop Het Nieuwsblad-Sieger Dylan van Baarle (Jumbo-Visma) und Filippo Ganna (Ineos Grenadiers), der Platz zwei bei Mailand—Sanremo belegt hatte.
| UCI WorldTeams | UCI WorldTeams        | UCI WorldTeams | UCI WorldTeams           | UCI WorldTeams | UCI WorldTeams    | UCI ProTeams | UCI ProTeams           |
| -------------- | --------------------- | -------------- | ------------------------ | -------------- | ----------------- | ------------ | ---------------------- |
| ACT            | AG2R Citroën Team     | GFC            | Groupama-FDJ             | DSM            | Team DSM          | BWB          | Bingoal WB             |
| ADC            | Alpecin-Deceuninck    | IGD            | Ineos Grenadiers         | JAY            | Team Jayco AlUla  | IPT          | Israel-Premier Tech    |
| AST            | Astana Qazaqstan Team | ICW            | Intermarché-Circus-Wanty | TFS            | Trek-Segafredo    | LTD          | Lotto Dstny            |
| TBV            | Bahrain Victorious    | TJV            | Jumbo-Visma              | UAD            | UAE Team Emirates | Q36          | Q36.5 Pro Cycling Team |
| BOH            | Bora-Hansgrohe        | MOV            | Movistar Team            |                |                   | TFB          | Team Flanders-Baloise  |
| COF            | Cofidis               | SOQ            | Soudal Quick-Step        |                |                   | TEN          | TotalEnergies          |
| EFE            | EF Education-EasyPost | ARK            | Team Arkéa-Samsic        |                |                   | UXT          | Uno-X Pro Cycling Team |

## Streckenführung
Mit 273,4 km war 107. Austragung die längste seit 1998. Der Start erfolgte nach dem Jahr 2016 erneut in Brügge, ehe die Strecke über die flämischen Ardennen nach Oudenaarde führte, wo das Rennen auf dem bekannten Zielgelände zu Ende ging. Die ersten 100 Kilometer verliefen auf flachen Straßen und führten zunächst über Beernem und Aalter in Richtung Süden. Anschließend ging es in Richtung Westen bis kurz vor Roeselare, ehe die Fahrtrichtung erneut gen Osten drehte und die Fahrer über Kuurne, Harelbeke, Waregem und Deinze nach Kruisem gelangten. Kurz darauf wurde beim Kilometer 109 die erste Kopfsteinpflaster-Straße, der Huisepontweg, befahren und mit dem Korte Ast wenig später der erste Anstieg überquert.
Nach rund 135 gefahrenen Kilometern erreichten die Fahrer die flämischen Ardennen, wo im Anschluss mehrere unterschiedliche Schleifen absolviert wurden. Der Ausgangspunkt der Runden war der Oude Kwaremont, der insgesamt dreimal überquert werden musste. Nach der ersten Auffahrt folgte der Kortekeer, ehe es über den Eikenberg, Holleweg, Wolvenberg, Kerkgate, Jagerij, Molenberg, die Marlboroughstraat und den Berendries nach Brakel ging. Hier wurde beim Kilometer 184,9 der Valkenberg überquert, bevor die Fahrer über den Berg Ten Houte und Kanarieberg zurück zum Oude Kwaremont gelangten.
Mit der zweiten Auffahrt des Oude Kwaremont wurde das Finale rund 55 Kilometer vor dem Ziel eröffnet. Nun wurden ausschließlich Kopfsteinpflaster-Anstiege befahren. Nach der ersten Passage des Paterberg, folgte der Koppenberg, der 44,6 Kilometer vor dem Ziel überquert wurde. Mit maximalen Steigungsprozenten von 22 % stellte dieser Anstieg eine Schlüsselstelle der Streckenführung dar. Auf den anschließenden acht Kilometern wurden der Steenbeekdries (Mariaborrestraat/Stationsberg) und Taaienberg befahren, ehe die Fahrer rund 30 Kilometer vor dem Ziel nach Ronse gelangten. Hier wurde der Kruisberg überquert und die Fahrer gelangten über die Hotond auf die N36 die abschüssig nach Kluisbergen führte, wo die letzte Auffahrt auf den rund zwei Kilometer langen Oude Kwaremont folgte. Nach einer schmalen, kurzen Abfahrt wurde mit dem Paterberg 13,3 Kilometer vor dem Ziel der letzte Anstieg überquert. Dieser wies auf seiner Länge von 360 Metern eine durchschnittliche Steigung von rund 13 % auf. Die letzten Kilometer verliefen auf breiten und flachen Straßen und führten zunächst zurück nach Kluisbergen, ehe es über die Schelde auf der N453 nach Oudenaarde ging. Die Ziellinie befand sich am Ende einer langen Geraden auf der Höhe des Donkvijver.
Insgesamt mussten die Fahrer 6 Kasseien (Kopfsteinpflaster-Straßen) und 19 Hellingen (kurze Anstiege in Flandern) absolvieren.
| #  |                   | Kilometer | Läng (m) | Ø Steigung | max. Steigung | Kopfsteinpflaster |
| -- | ----------------- | --------- | -------- | ---------- | ------------- | ----------------- |
|    | Huisepontweg      | 109       | 2000     |            |               | ●                 |
| 1  | Korte Ast         | 114,7     | 500      | 4,3 %      | 9,6 %         | ● (teilweise)     |
| 2  | Oude Kwaremont    | 136,8     | 2200     | 4 %        | 11,6 %        | ●                 |
| 3  | Kortekeer         | 147,3     | 1000     | 6,2 %      | 11 %          |                   |
| 4  | Eikenberg         | 155       | 1250     | 6,2 %      | 10 %          | ●                 |
|    | Holleweg          | 156,5     | 650      |            |               | ●                 |
| 5  | Wolvenberg        | 159,1     | 645      | 7,9 %      | 17,3 %        |                   |
|    | Kerkgate          | 162,7     | 1400     |            |               | ●                 |
|    | Jagerij           | 165,3     | 1000     |            |               | ●                 |
| 6  | Molenberg         | 171,6     | 463      | 7 %        | 14,2 %        | ●                 |
| 7  | Marlboroughstraat | 175,5     | 2040     | 3 %        | 7 %           |                   |
| 8  | Berendries        | 179,6     | 940      | 7 %        | 12,3 %        |                   |
| 9  | Valkenberg        | 184,9     | 540      | 8,1 %      | 12,8 %        |                   |
| 10 | Berg Ten Houte    | 197,4     | 1100     | 6 %        | 21 %          | ● (teilweise)     |
| 11 | Kanarieberg       | 201,4     | 1000     | 7,7 %      | 14 %          |                   |
| 12 | Oude Kwaremont    | 218,8     | 2200     | 4 %        | 11,6 %        | ●                 |
| 13 | Paterberg         | 222,3     | 360      | 12,9 %     | 20,3 %        | ●                 |
| 14 | Koppenberg        | 228,8     | 600      | 11,6 %     | 22 %          | ●                 |
|    | Mariaborrestraat  | 232,8     | 400      |            |               | ●                 |
| 15 | Steenbeekdries    | 234,2     | 1100     | 3,1 %      | 7,6 %         | ●                 |
|    | Stationsberg      | 234,2     | 700      |            |               | ●                 |
| 16 | Taaienberg        | 236,6     | 530      | 6,6 %      | 15,8 %        | ●                 |
| 17 | Kruisberg-Hotond  | 246,9     | 2500     | 5 %        | 9 %           | ●                 |
| 18 | Oude Kwaremont    | 256,7     | 2200     | 4 %        | 11,6 %        | ●                 |
| 19 | Paterberg         | 260,1     | 360      | 12,9 %     | 20,3 %        | ●                 |
|    | Ziel              | 273,4     |          |            |               |                   |

## Rennverlauf und Ergebnis
Frühe Rennphase
Nach dem offiziellen Start kam es zu einer Reihe von Angriffen, wobei sich keine Ausreißergruppe absetzten konnte. Aufgrund des starken Windes zerfiel das Feld immer wieder in mehrere Gruppen, wobei sowohl Mathieu van der Poel (Alpecin-Deceuninck) als auch Tadej Pogačar (UAE Team Emirates) zeitweise in abgehängten Gruppen vertreten waren. Nach rund 60 Kilometern kam es im geschlossenen Fahrerfeld zum ersten Massensturz, in den auch Danny van Poppel (Bora-hansgrohe) involviert war, der das Rennen kurze Zeit später aufgab. Mit Yves Lampaert (Soudal Quick-Step) griff im Anschluss ein Klassiker-Spezialist an, konnte sich jedoch nicht vom Hauptfeld absetzten. Nachdem auch Taco van der Hoorn (Intermarché-Circus-Wanty) aufgrund eines Sturzes frühzeitig aufgeben musste, formierte sich nach rund 100 Kilometern eine fünf Fahrer umfassende Ausreißergruppe, in der Daan Hoole (Trek-Segafredo), Elmar Reinders (Jayco AlUla), Jasper De Buyst (Lotto Dstny), Guillaume Van Keirsbulck (Bingoal WB) und Filippo Colombo (Q36.5) vertreten waren. Auf dem Huisepontweg lösten sich auch Tim Merlier (Soudal Quick-Step) und Jonas Rutsch (EF Education-EasyPost) von dem Hauptfeld und schlossen kurz vor dem ersten Anstieg des Tages, dem Korte Ast, zu der Spitzengruppe auf. Mit Hugo Houle (Israel-Premier Tech) schaffte wenig später ein weiterer Fahrer den Sprung an die Spitze des Rennens. Unterdessen war im Peloton Ruhe eingekehrt, und der Rückstand des Hauptfeldes war auf rund zwei Minuten angewachsen. Mit Valentin Madouas (Groupama-FDJ) gab der Dritte des Vorjahres das Rennen frühzeitig auf.
Kurz vor der ersten Auffahrt auf den Oude Kwaremont kam es im Hauptfeld zu einem weiteren Massensturz, der durch Filip Maciejuk (Bahrain Victorious) ausgelöst wurde. Der Pole war von der Straße abgekommen, verlor im tiefen Gras die Kontrolle über sein Rad und fuhr anschließend quer über die Straße, wodurch rund 30 Fahrer zu Boden gingen. In den Sturz verwickelt waren unter anderen Julian Alaphilippe (Soudal Quick-Step), Jasper Stuyven (Trek-Segafredo), Peter Sagan (TotalEnergies), Ben Turner (Ineos Grenadiers) und Tim Wellens (UAE Team Emirates), wobei letztere das Rennen aufgrund ihrer Verletzungen aufgeben mussten. Filip Maciejuk wurde kurz darauf disqualifiziert aus dem Rennen genommen. Nachdem der Oude Kwaremont das erste Mal passiert worden war, nahmen die Fahrer den Kortekeer in Angriff. Auf der engen Straße versperrte das Team DSM den anderen Fahrern den Weg und verringerte das Tempo drastisch. Anschließend forcierten sie das Tempo wieder, wodurch sich das Hauptfeld in die Länge zog und nach der Kuppe im Wind in mehrere Gruppen zerfiel. Im Anstieg des Eikenberg formierte sich das Fahrerfeld erneut, wobei mit Søren Kragh Andersen (Alpecin-Decuninck) einer der Mitfavoriten frühzeitig zurückfiel und das Rennen in weiterer Folge aufgab.
Erste Angriffe
Nach dem Anstieg des Molenberg setzte sich rund 100 Kilometer vor dem Ziel eine Gruppe mit neun Fahrern vom Hauptfeld ab. In dieser waren Mads Pedersen (Trek-Segafredo), Nathan Van Hooydonck (Jumbo-Visma), Matteo Trentin (UAE Team Emirates), Jhonatan Narváez (Ineos Grenadiers), Kasper Asgreen (Soudal Quick-Step), Stefan Küng (Groupama-FDJ), Neilson Powless (EF Education-EasyPost), Fred Wright (Bahrain Victorious) und Florian Vermeersch (Lotto Dstny) vertreten, die versuchten, die Lücke von rund drei Minuten zu der Spitzengruppe zu schließen. Wenige Kilometer danach kamen auch Benoît Cosnefroy (AG2R Citroën) und Matteo Jorgenson (Movistar) hinzu, die sich im Berendries vom Peloton gelöst hatten. 77 Kilometer vor dem Ziel schloss die neuformierte Verfolgergruppe im Kanarieberg zu der Spitzengruppe auf, in der somit 19 Fahrer vertreten waren. In der Anfahrt zum Kanarieberg kam es im Hauptfeld erneut zu einem Massensturz, in den auch Alexander Kristoff (Uno-X), Biniam Girmay (Intermarché-Circus-Wanty) und Matej Mohorič (Bahrain Victorious) involviert waren, wobei die beiden letzteren das Rennen aufgeben mussten.
Vorentscheidung
Im Hauptfeld waren weiterhin rund 100 Fahrer vertreten, ehe es zum zweiten Mal zum Oude Kwaremont ging. Im Anstieg zerfiel die Spitzengruppe, wobei in erster Linie die Fahrer der ursprünglichen Ausreißergruppe dem Tempo nicht mehr folgen konnten. Im Hauptfeld forcierte Tadej Pogačar rund 56 Kilometer vor dem Ziel im unteren Teil des Oude Kwaremont das Tempo und setzte sich von den anderen Favoriten ab. Hinter ihm formierte sich eine kleine Verfolgergruppe aus Mathieu van der Poel, Wout van Aert, Christophe Laporte (beide Jumbo-Visma) und Thomas Pidcock (Ineos Grenadiers). Nachdem Tadej Pogačar auch den anschließenden Paterberg allein absolviert hatte, wartete er auf seine ersten Verfolger, die einen Rückstand von nur wenigen Sekunden aufwiesen. Bevor die Gruppe jedoch zu ihm aufgeschlossen hatte, griff Christophe Laporte an und fuhr allein zu dem Slowenen vor, wodurch Mathieu van der Poel und Thomas Pidcock gezwungen waren, vor dem Koppenberg die Nachführarbeit zu leisten.
Im Anstieg des Koppenberg war es erneut Tadej Pogačar, der das Tempo forcierte. Einzig Mathieu van der Poel und Wout van Aert konnten ihm folgen, während Thomas Pidcock und Christophe Laporte zurückfielen und mit dem Ausgang des Rennens nichts mehr zu tun hatten. Der Rückstand des Trios auf die Spitzengruppe war unterdessen, rund 45 Kilometer vor dem Ziel, auf unter eine Minute gesunken. Am Fuße des Taaienbergs verlor Mathieu van der Poel aufgrund eines Schaltungsproblems kurzzeitig den Kontakt zu seinen beiden Begleitern, fuhr die Lücke jedoch noch im Anstieg zu. Unterdessen war die Spitzengruppe weiter geschrumpft, und mit Mads Pedersen, Stefan Küng, Kasper Asgreen, Matteo Trentin, Nathan Van Hooydonck, Neilson Powless, Fred Wright, Matteo Jorgenson und Florian Vermeersch bestand sie nur noch aus neun Fahrern.
Kurz vor dem Oude Kruisberg griff Mads Pedersen in Ronse rund 30 Kilometer vor dem Ziel an und konnte auf dem anschließenden Anstieg eine Lücke von rund 15 Sekunden herausfahren. Dahinter griff Mathieu van der Poel an, und während Tadej Pogačar dem Vorjahressieger folgen konnte, fiel Wout van Aert zurück und wies auf der Kuppe einen Rückstand von wenigen Sekunden auf. Während Mads Pedersen seinen Vorsprung an der Spitze weiter ausbauen konnte, fuhren Mathieu van der Poel und Tadej Pogačar rund 22 Kilometer vor dem Ziel zu den übrigen Fahrern der ehemaligen Spitzengruppe auf. Matteo Trentin übernahm die Führungsarbeit für seinen Teamkollegen Tadej Pogačar, während sich Nathan Van Hooydonck zurückfallen ließ, um seinen abgehängten Teamkollegen Wout van Aert zu unterstützen. Bei der Einfahrt in die letzte Passage des Oude Kwaremont betrug der Vorsprung von Mads Pedersen rund 30 Sekunden, während Wout van Aert am Fuße der Steigung wieder zur Favoritengruppe aufschloss.
Finale
Der entscheidende Angriff kam rund 18 Kilometer vor dem Ziel von Tadej Pogačar. Der Slowene forcierte das Tempo erneut im unteren Teil des Oude Kwaremont und setzte sich von den übrigen Favoriten ab. Im Anschluss holte er den führenden Mads Pedersen ein und distanzierte diesen, ehe er den Kopfsteinpflaster-Abschnitt mit einem Vorsprung von rund 15 Sekunden verließ. Als erster Verfolger überquerte Mathieu van der Poel die Kuppe des Oude Kwaremont, nachdem auch er Mads Pedersen überholt hatte. Tadej Pogačar verteidigte seinen Vorsprung auch auf dem nachfolgenden Paterberg und ging mit einem Vorsprung von rund 20 Sekunden auf die letzten acht Kilometer, die bei Gegenwind von Kerkhove nach Oudenaarde führten. Nach über sechs Stunden gewann der Slowene im Alter von 24 Jahren die bislang schnellste Austragung der Flandern-Rundfahrt, nachdem er mit Lüttich–Bastogne–Lüttich und der Lombardei-Rundfahrt bereits zwei Monumente des Radsports für sich entschieden hatte. Weiters schaffte er es als dritter Fahrer nach Louison Bobet und Eddy Merckx die Flandern-Rundfahrt und die Tour de France zu gewinnen.
Platz zwei ging an Mathieu van der Poel, der das Ziel mit einem Rückstand von 16 Sekunden erreichte. Im Sprint um den dritten Platz setzte sich Mads Pedersen aus einer sechs Fahrer umfassenden Gruppe durch, nachdem er im Anstieg des Paterberg von weiteren Fahrern eingeholt worden war. Von den 175 Startern erreichten nur 96 das Ziel.
| Platz | Fahrer               | Nation | Team                   | Zeit                   |
| ----- | -------------------- | ------ | ---------------------- | ---------------------- |
| 01.   | Tadej Pogačar        | SLO    | UAE Team Emirates      | 6:12:07 h (44,08 km/h) |
| 02.   | Mathieu van der Poel | NED    | Alpecin-Deceuninck     | + 0:16 min             |
| 03.   | Mads Pedersen        | DEN    | Trek-Segafredo         | + 1:12 min             |
| 04.   | Wout van Aert        | BEL    | Jumbo-Visma            | "                      |
| 05.   | Neilson Powless      | USA    | EF Education-EasyPost  | "                      |
| 06.   | Stefan Küng          | SUI    | Groupama-FDJ           | "                      |
| 07.   | Kasper Asgreen       | DEN    | Soudal Quick-Step      | "                      |
| 08.   | Fred Wright          | GBR    | Bahrain Victorious     | "                      |
| 09.   | Matteo Jorgenson     | USA    | Movistar Team          | + 1:19 min             |
| 10.   | Matteo Trentin       | ITA    | UAE Team Emirates      | + 2:49 min             |
| 11.   | Nathan Van Hooydonck | BEL    | Jumbo-Visma            | + 3:12 min             |
| 12.   | Florian Vermeersch   | BEL    | Lotto Dstny            | + 3:31 min             |
| 13.   | Tiesj Benoot         | BEL    | Jumbo-Visma            | + 5:12 min             |
| 14.   | Christophe Laporte   | FRA    | Jumbo-Visma            | + 5:16 min             |
| 15.   | Mikkel Bjerg         | DEN    | UAE Team Emirates      | "                      |
| 16.   | Benoît Cosnefroy     | FRA    | AG2R Citroën Team      | "                      |
| 17.   | Anthony Turgis       | FRA    | TotalEnergies          | + 6:04 min             |
| 18.   | Alexander Kristoff   | NOR    | Uno-X Pro Cycling Team | + 6:09 min             |
| 19.   | John Degenkolb       | GER    | Team DSM               | "                      |
| 20.   | Nils Politt          | GER    | Bora-hansgrohe         | "                      |